# 加藤運輸
加藤運輸株式会社（かとううんゆ、英: KATO TRANSPORT CO.,LTD.）は、大阪市に本社を置く、NXグループの運輸会社である。
自動車運送事業や港湾運送業を行い、国内貨物は金属製品や原料品を取り扱う。国際貨物では、金属製品や原料品のほかに医薬品、機械製品、合成樹脂製品などを扱っている。
また、梱包作業や保険代理店も展開するほか、丸紅、双日、豊田通商などの有力企業とも取引を行っている。

## 沿革
- 1920年（大正 9年）10月 ‐ 大阪市港区にて「加藤回漕店」を創業。
- 1946年（昭和21年）8月1日 ‐ 法人化し、「加藤運輸株式会社」を設立（本社は茨木市）。
- 1968年（昭和43年）10月 ‐ 日本通運の関連会社になる。
- 1982年（昭和57年）1月 ‐ 本社を現在地に移転。
- 1989年（平成元年）12月 ‐ 自動車運送取扱業登録を取得。
- 1990年（平成2年）12月 ‐ 貨物運送取扱事業の許可を取得。

## 事業所
- 東京支店
〒105-0003 東京都港区西新橋一丁目7番14号 垣見ビル8階
- 神戸支店
〒650-0046 兵庫県神戸市中央区港島中町四丁目1番1号